# Mavi García
García  Canellas est un nom espagnol. Le premier nom de famille, en général paternel, est García ; le second, en général maternel, souvent omis, est Canellas.
Margarita Victoria García Cañellas, surnommée Mavi García, née le 2 janvier 1984 à Palma de Majorque, est une duathlète, championne du monde de duathlon en relais mixte 2016 et coureuse cycliste espagnole professionnelle.

## Biographie
Mavi García commence la course à pied et l’athlétisme à l’âge de 16 ans, et se dirige peu à peu vers le duathlon, discipline regroupant la course à pied et le cyclisme sur route.

### 2013-2014: médaillée aux championnats d’Espagne de duathlon
En 2013 et 2014, elle termine 2e du championnat d’Espagne de duathlon. 

### 2015-2017: débuts en cyclisme sur route avec Bizkaia-Durango en parallèle du duathlon

#### 2015: première saison en cyclisme sur route et médaille d’or sur les championnats d’Espagne de duathlon
En duathlon, Elle remporte deux médailles sur ses championnats nationaux, l’or sur la longue distance et l’argent sur la distance standard. Après avoir remporté un duathlon en début d’année 2015 à Orihuela, elle est contactée par l’équipe cycliste Bizkaia-Durango pour un contrat à effet immédiat. Ainsi, elle intègre la formation en mars 2015.

#### 2016: championne du monde de duathlon relais mixte et participation au Tour d’Italie
En duathlon, Garcia réalise la meilleure saison de sa carrière. Elle est sacrée championne du monde en relais mixte et championne d’Espagne de longue distance et termine 3e du championnat du monde. En cyclisme, elle remporte le Tour de Burgos, une importante course par étapes. Elle gagne également la course en ligne de son championnat national et plusieurs semi-classiques espagnoles,.

#### 2017: vice-championne du monde de duathlon

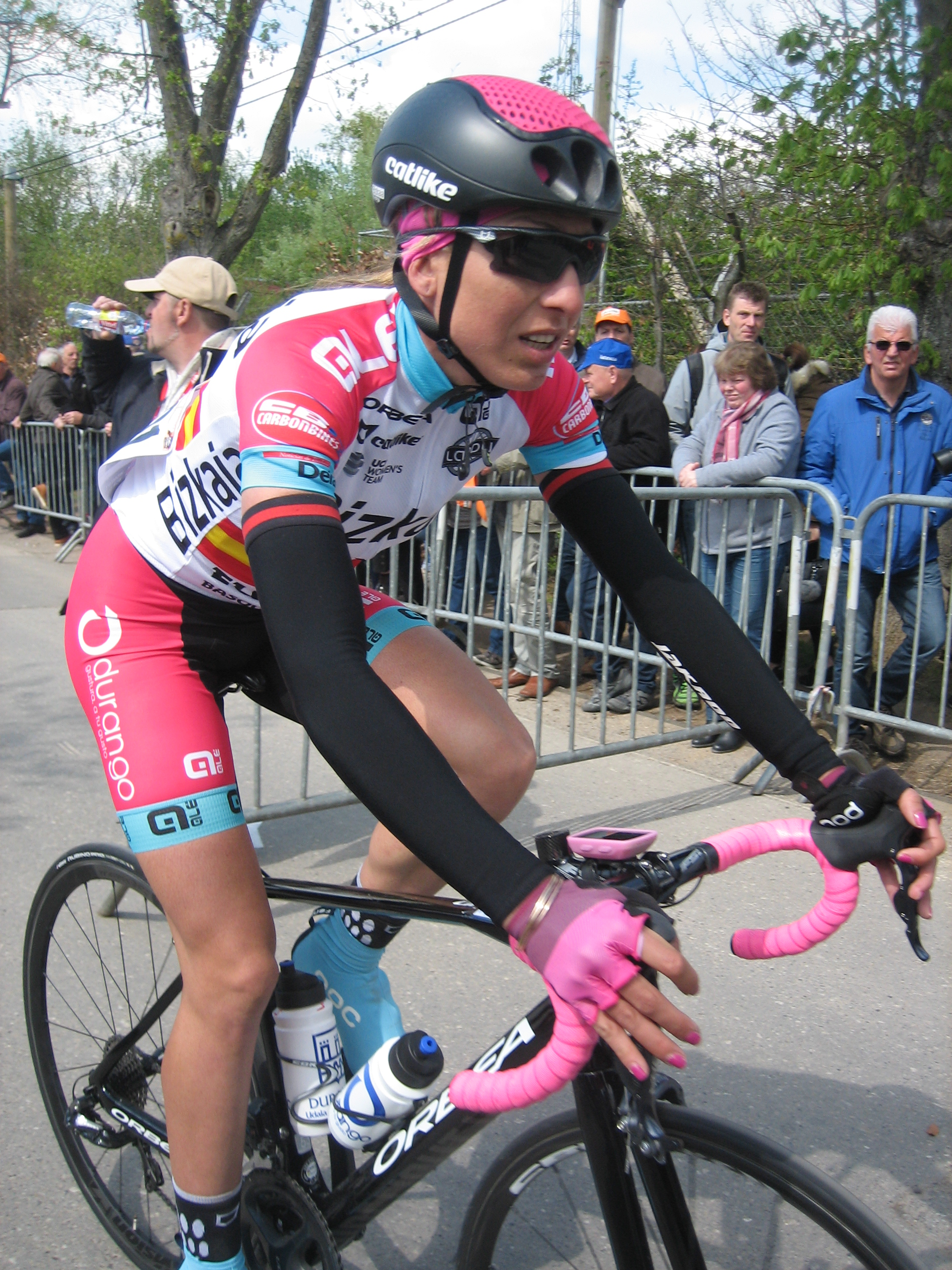
Mavi García à l’arrivée de la Flèche wallonne 2017

Pour sa dernière année en duathlon, Mavi García devient vice-championne du monde et vice-championne d’Europe de la distance standard. Sur route, elle devient vice-championne d’Espagne sur route et de contre-la-montre.

### 2018-2019: changement de stature chez Movistar

#### 2018:2edu Tour de l’Ardèche, concentration sur le cyclisme sur route

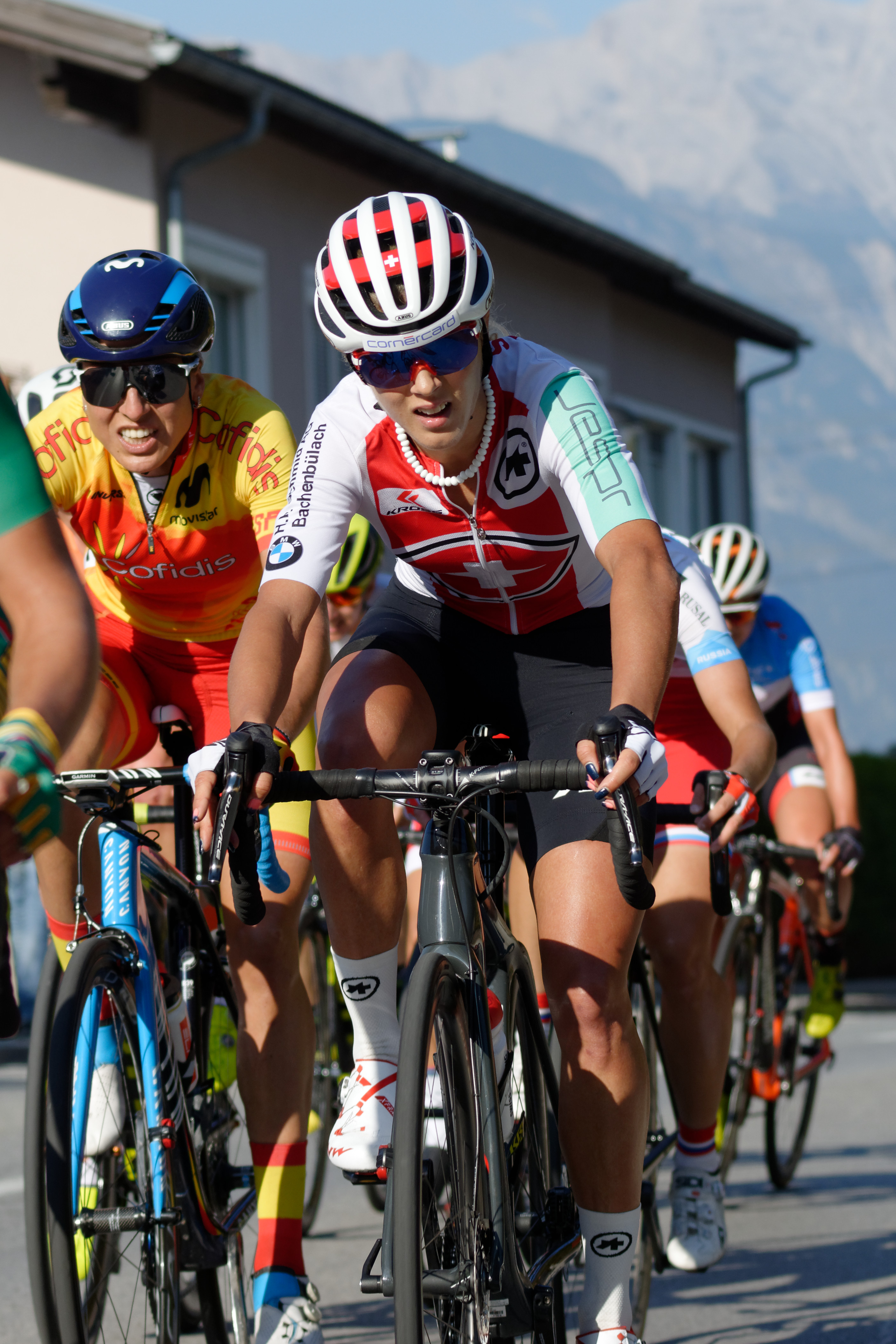
Mavi García (à gauche) lors des championnats du monde de cyclisme sur route à Innsbruck.

En 2016, elle explique qu'alier le cyclisme sur route et le duathlon à haut niveau lui imposait un rythme « épouvantable », ainsi, elle se concentre essentiellement sur le cyclisme sur route à partir de 2018. C’est à partir de cette saison qu’elle passe officiellement professionnelle avec l’équipe Movistar. Sa saison commence en février sur la Setmana Ciclista Valenciana qu’elle termine en 6e position, à une trentaine de secondes de la vainqueure. En mars et avril, il prend le départ de plusieurs classiques, terminant 10e de la Flèche wallonne, l’un de ses meilleurs souvenirs de l’année. En juin, elle est sacrée championne d’Espagne du contre-la-montre, puis, le mois suivant, elle termine 11e du Tour d'Italie. En septembre, elle termine 2e du Tour de l'Ardèche en ayant porté durant deux jours le maillot de leader.

#### 2019: podium du Tour du Yorkshire et du Tour de Burgos
La saison 2019 de García débute sur la Setmana Ciclista Valenciana où elle termine 4e de la première étape. Ensuite, elle se classe une nouvelle fois 10e de la Flèche wallonne. En mai, elle termine 2e du Tour de Yorkshire et remporte le classement de la montagne. Quelques jours plus tard, elle monte sur le podium du Tour de Burgos, puis termine 5e de l’Emakumeen Euskal Bira. Début juin, elle est battue de peu par Cecilie Uttrup Ludwig sur le Grand Prix du Morbihan. En septembre, sur le Tour de l’Ardèche, elle remporte le classement de la montagne et s’adjuge une 6e place au classement général.

### 2020-2021: confirmation au plus haut niveau avec Alé BTC Ljubljana

#### 2020: double championne d’Espagne

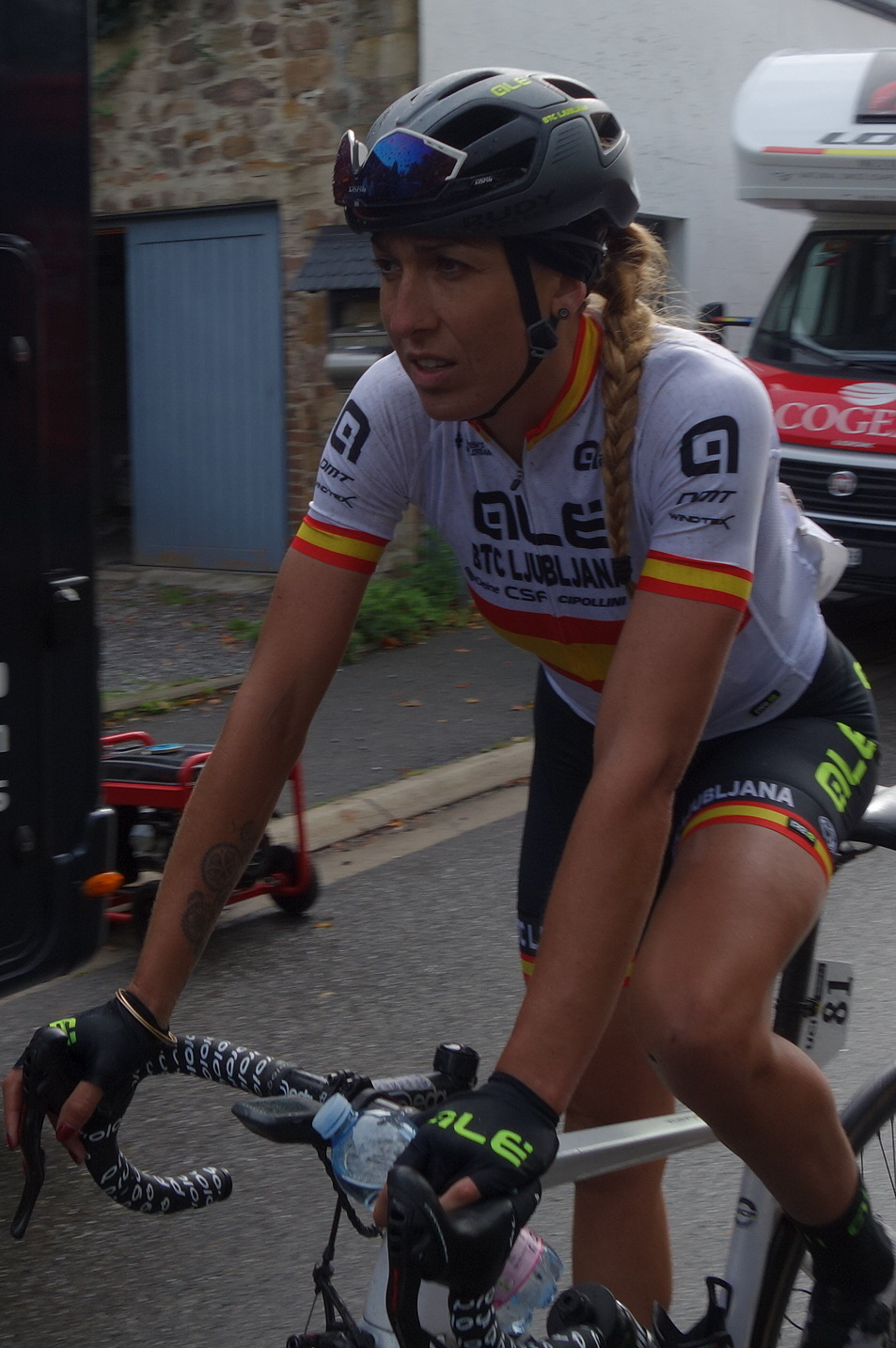
Mavi García vêtue de son maillot de championne d'Espagne au départ de la Flèche wallonne 2020.

Aux Strade Bianche, Mavi García fait partie de l'échappée de onze coureuses qui se forme peu avant le kilomètre cinquante. Les grandes équipes étant toutes représentée, leur avance atteint rapidement trente secondes. Mavi García s'extrait peu après seule. Son avance atteint trois minutes sur l'échappée et cinq sur le peloton. Dans les secteurs pentus des vingt derniers kilomètres, son allure ralentit nettement. Dans Colle Pinzuto, Annemiek van Vleuten sort du peloton. Dans le secteur Le Tolfe, Mavi García a toujours une minute trente-cinq d'avance quand van Vleuten part seule à sa poursuite. Une fois reprise, l'Espagnole s'accroche à la roue arrière de la Néerlandaise. Ce n'est que dans la montée finale vers Sienne qu'Annemiek van Vleuten lâche définitivement Mavi García pour aller s'imposer. L'Espagnole est deuxième. Fin août, Mavi García remporte les championnats d'Espagne du contre-la-montre et sur route.
Début septembre, au Tour de l'Ardèche, Mavi García attaque dans la montée vers le sommet de Laoul lors de la première étape. Elle prend rapidement trente secondes d'avance sur un groupe de quatorze poursuivantes. Le lendemain, à dix kilomètres de la ligne, Mavi García, Lauren Stephens et Anna Kiesenhofer se retrouvent en tête. L'Espagnole accélère et lâche Lauren Stephens. Au sprint, elle devance l'Autrichienne et renforce ainsi son maillot rose. Les trois premières du classement général ont alors plus de quatre minutes d'avance sur les autres coureuses. Sur la quatrième étape, Mavi García perd une vingtaine de secondes sur les échappées, Kristen Faulkner et Lauren Stephens. Lors de la cinquième étape, Lauren Stephens est de nouveau échappée. Elle finit deuxième de l'étape, mais reprend plus d'une minute à Mavi García qui perd la tête du classement général. Les autres étapes n'apportent pas de modification au classement général. Mavi García est donc deuxième de l'épreuve.
Au Tour d'Italie, Mavi García est sixième de la deuxième étape sur les secteurs graviers. Sur la septième étape, Mavi García est prise dans la chute à un kilomètre de la ligne, mais peut repartir. Sur l'étape suivante, elle perd trois minute sur Elisa Longo Borghini. Elle est finalement neuvième du classement général.

#### 2021: double championne d’Espagne et5edu Tour d’Italie

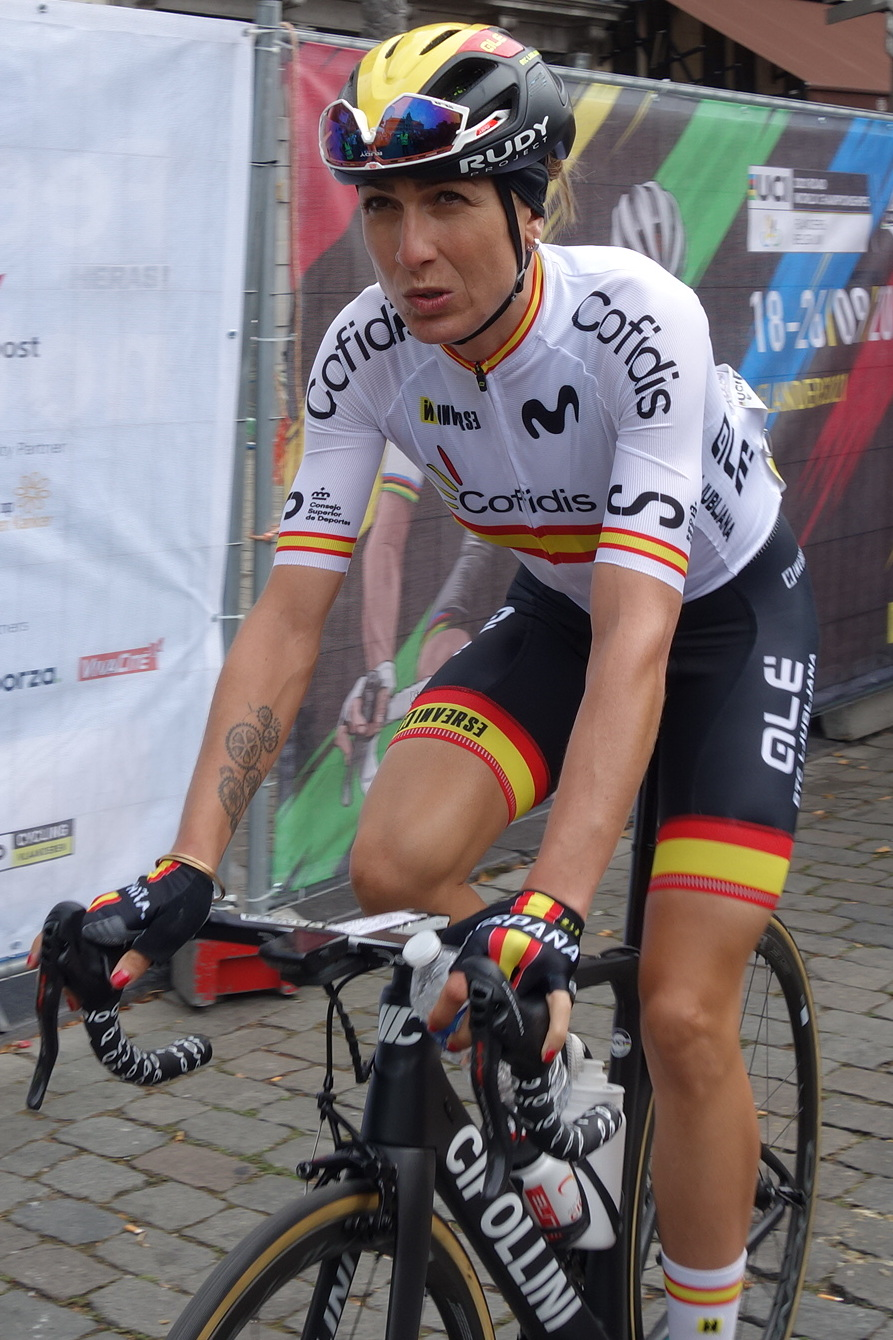
Mavi García au départ des championnats du monde

Elle se classe sixième du Trofeo Alfredo Binda-Comune di Cittiglio. À la Flèche wallonne, elle prend la cinquième place. Elle réussit le doublé sur les championnats d'Espagne.
Au Tour d'Italie, sur la montagneuse deuxième étape, dans la montée finale, Mavi García se trouve dans le groupe en poursuite d'Anna van der Breggen et Ashleigh Moolman. Elle se classe septième de l'étape. Sur la difficile neuvième étape, Mavi García se maintient avec les meilleures et prend la sixième. Au classement général final, Mavi García est cinquième. Aux Jeux olympiques, sur la course en ligne, Mavi García reste avec les favorites et se classe douzième.
Au Tour de l'Ardèche, Mavi García fait partie du groupe de tête de la deuxième étape et prend la sixième place,. Elle fait partie des meilleures sur la quatrième étape et se classe troisième. Mavi García est sixième de la dernière étape et prend la deuxième place du classement général derrière Leah Thomas. En fin de saison, Mavi García s'impose au Tour d'Émilie. 

### 2022: podium sur le Tour d’Italie avec UAE Team ADQ

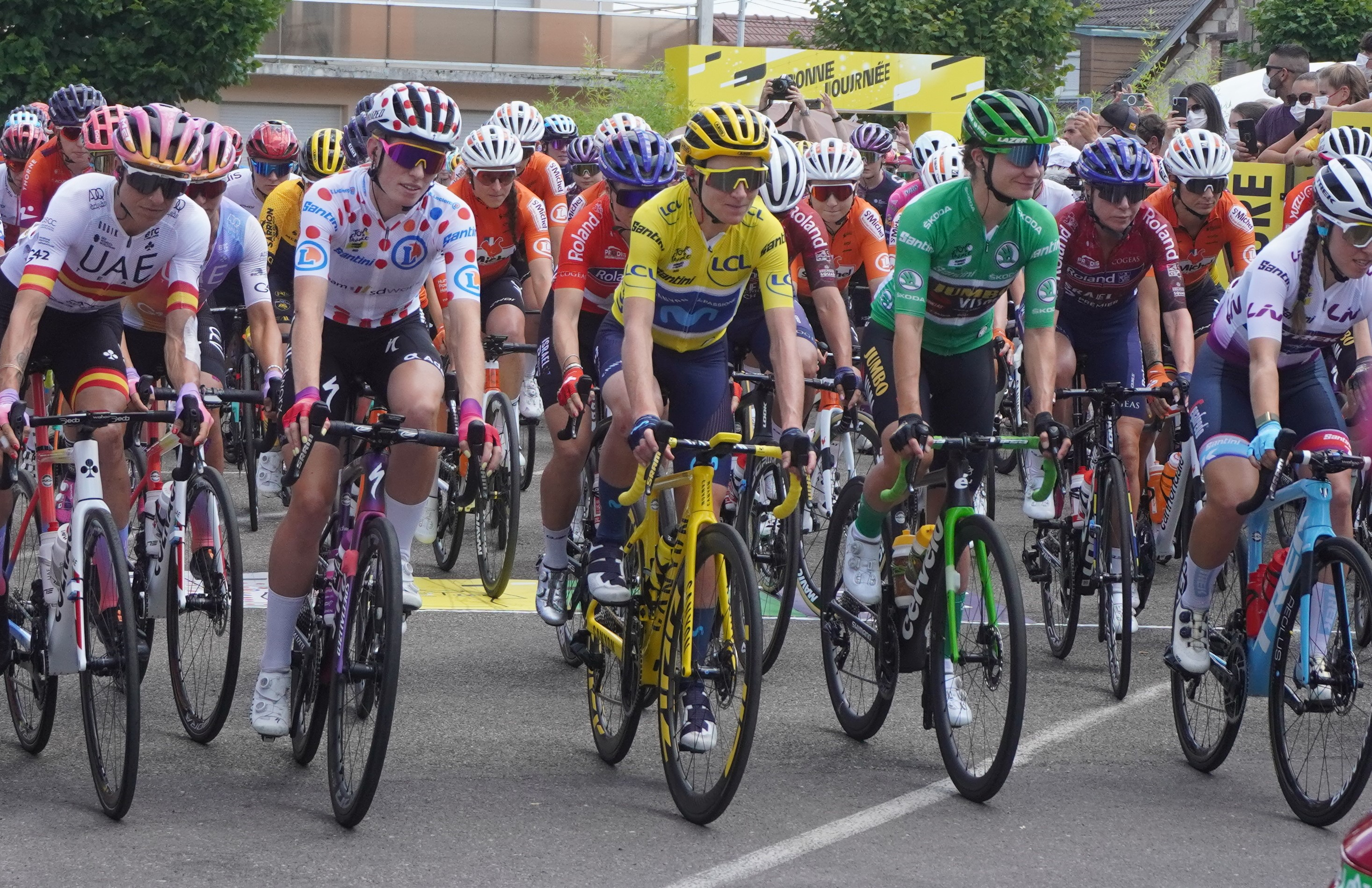
Mavi García (à gauche avec le maillot UAE) au départ du Tour de France 2022, à côté des maillots distinctifs.

Garcia rejoint l’équipe UAE Team ADQ avec comme objectif principal le Tour de France. Après avoir terminé dans le top 10 de la Setmana Ciclista Valenciana, elle réalise un bonne campagne de classiques et se classe notamment 6e de l’Amstel Gold Race, 5e de la Flèche wallonne puis 13e de la Liège-Bastogne-Liège, sans pour autant lever les bras. En mai, elle termine 2e du Tour d'Andalousie en remportant le classement de la montagne, et gagne une étape du Tour de Burgos. Toujours en forme à l’approche du Tour d’Italie, elle remporte ses championnats nationaux. En juillet, sur les routes italiennes, elle ne parvient pas à reporter d’étapes malgré deux podiums, mais s’adjuge la 3e place du classement général final, le meilleur résultat de sa carrière. Sur le Tour de France, elle signe deux top 10 d’étapes et termine seulement 10e du classement général final. En août, elle remporte la Classic Lorient Agglomération.

### 2023: top 10 sur le Giro et la Vuelta avec Liv Racing - TeqFin
Comme à son habitude, elle commence sa saison sur la Setmana Ciclista Valenciana qu’elle termine 9e, avant de réaliser une campagne des classiques mitigées, avec une seule 4e sur la Flèche wallonne comme meilleur résultat,. En mai, elle finit 9e du Tour d’Espagne, puis devient championne d’Espagne sur route, à 39 ans. En juillet, elle signe un nouveau top 10 au classement général sur le Tour d'Italie, mais est contraint à l’abandon sur le Tour de France à l’issue de la 7e étape, alors 15e du général provisoire.
En fin de saison, son équipe fusionne avec la formation australienne Jayco-AlUla, elle rejoint ainsi la nouvelle équipe Liv - Jayco - AlUla jusqu’en 2025.

### Depuis 2024: Liv - Jayco - AlUla

#### 2024:9edu Tour d’Italie, victoire du Tour d’Andalousie

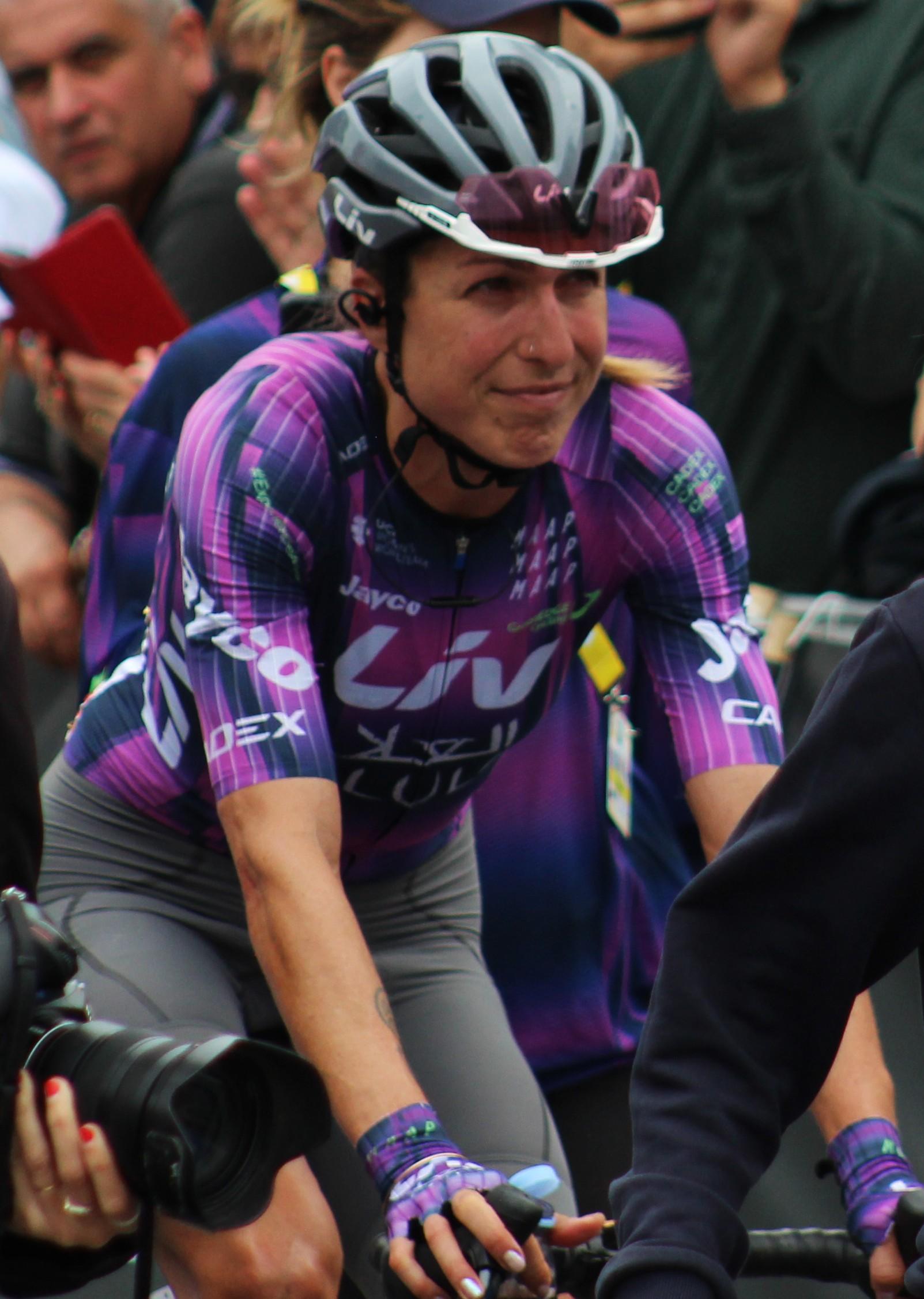
Mavi García au départ de la 2e étape du Tour 2025, qu’elle remportera.

En février, elle se monte sur le podium du Tour des Émirats arabes unis, en terminant 3e de l’étape reine. Après des mois d’avril et de mai compliqué, en deçà de ses standards, elle termine 4e du Tour du Pays basque, puis remporte le Tour d'Andalousie. Sur le Giro, elle termine une nouvelle fois dans le top 10 au classement général, la cinquième fois consécutivement. En août, elle se classe 6e de la course en ligne des JO de Paris, mais mène un Tour de France invisible, sans résultats notables.

#### 2025: victoire d’étape sur le Tour de France
En mars, elle finit dans le top 5 des Strade Bianche. Son objectif principal est le Tour de France. Ainsi, elle réalise des bons mois de juin et juillet, en se classant dans le top 10 du Tour du Pays basque et du Tour de Suisse. Sur la 2e étape du Tour de France, elle s’échappe en solitaire dans les derniers kilomètres et parvient à maintenir son avance sur le peloton, s’imposant seule à plus de 41 ans sur les routes du Tour,,,.

## Palmarès sur route

### Par années
- 2016
  -  Championne d'Espagne sur route
  - Tour de Burgos :
    - Classement général
    - 1re étape

  - Grand Prix de Cantabrie
  - Trofeo Gobierno de la Rioja
  - Zizurkil-Villabona Sari Nagusia
  - Trofeo Ria de Marin
  - 2e du 947 Challenge
  - 3e du championnat d'Espagne du contre-la-montre
- 2017
  - 2e du championnat d'Espagne sur route
  - 2e du championnat d'Espagne du contre-la-montre
- 2018
  -  Championne d'Espagne du contre-la-montre
  - 2e du Tour cycliste féminin international de l'Ardèche
  - 10e de la Flèche wallonne
- 2019
  - 2e du Tour de Yorkshire
  - 2e du Grand Prix de Plumelec-Morbihan
  - 3e du Tour de Burgos
  - 10e de la Flèche wallonne
- 2020
  -  Championne d'Espagne sur route
  -  Championne d'Espagne du contre-la-montre
  - 1re et 2e étapes du Tour cycliste féminin international de l'Ardèche
  - 2e de l'Emakumeen Nafarroako Klasikoa
  - 2e des Strade Bianche
  - 2e du Tour cycliste féminin international de l'Ardèche
  - 9e du Tour d'Italie
- 2021
  -  Championne d'Espagne sur route
  -  Championne d'Espagne du contre-la-montre
  - Tour d'Émilie
  - 2e de la Setmana Ciclista Valenciana
  - 2e du Tour cycliste féminin international de l'Ardèche
  - 2e des Trois vallées varésines
  - 5e de la Flèche wallonne
  - 6e de l'Amstel Gold Race
- 2022
  -  Championne d'Espagne sur route
  -  Championne d'Espagne du contre-la-montre
  - 3e étape du Tour de Burgos
  - Classic Lorient Agglomération - Trophée Ceratizit
  - 2e du Tour d'Andalousie
  - 3e du Gran Premio Ciudad de Eibar
  - 3e du Tour d'Italie
  - 5e de la Flèche wallonne
  - 6e de l'Amstel Gold Race
  - 10e du Tour de France
- 2023
  -  Championne d'Espagne sur route
  - 2e du championnat d'Espagne du contre-la-montre
  - 4e de la Flèche wallonne
  - 7e du Tour d'Italie
  - 9e de La Vuelta Femenina
  - 10e du championnat du monde sur route
  - 10e du Trofeo Alfredo Binda-Comune di Cittiglio
- 2024
  - Tour d'Andalousie : 
    - Classement général
    - 2e étape

  - 3e du Tour des Émirats arabes unis
  - 3e du Trofeo Palma
  - 4e du Tour du Pays basque
  - 5e du Tour de Romandie
  - 6e de la course en ligne des Jeux olympiques
  - 9e du Tour d'Italie
- 2025
  - 2e étape du Tour de France
  - 2e du Trofeo Palma Feminina
  - 2e du championnat d'Espagne sur route
  - 5e des Strade Bianche
  - 7e du Tour du Pays basque
  - 8e du Tour de Suisse

### Résultats sur les grands tours

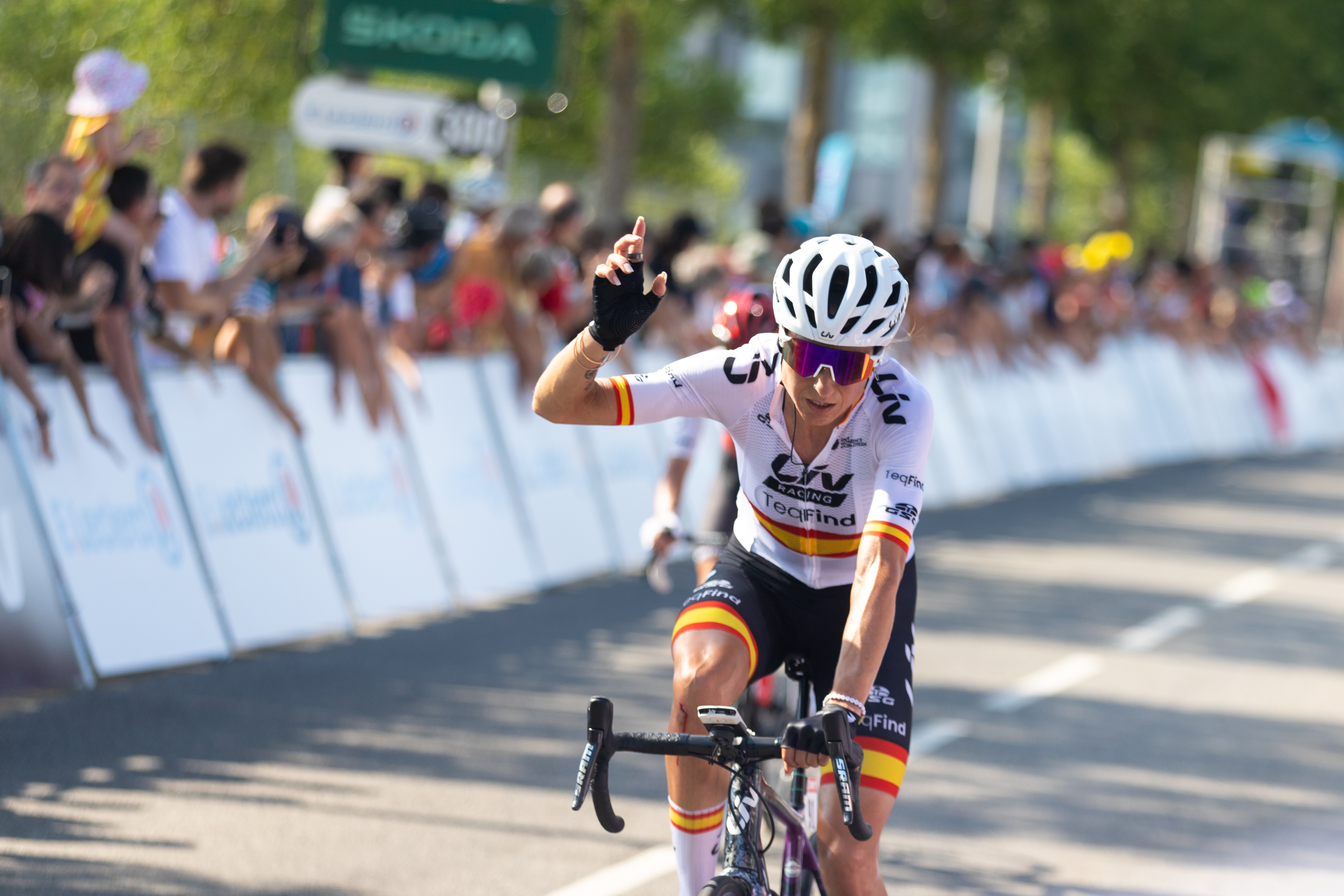
Mavi García à l'arrivée de la 6e étape du Tour de France 2023

#### Tour d'Italie
7 participations
- 2016 : 16e
- 2018 : 11e
- 2020 : 9e
- 2021 : 5e
- 2022 : 3e
- 2023 : 7e
- 2024 : 9e

#### Tour de France

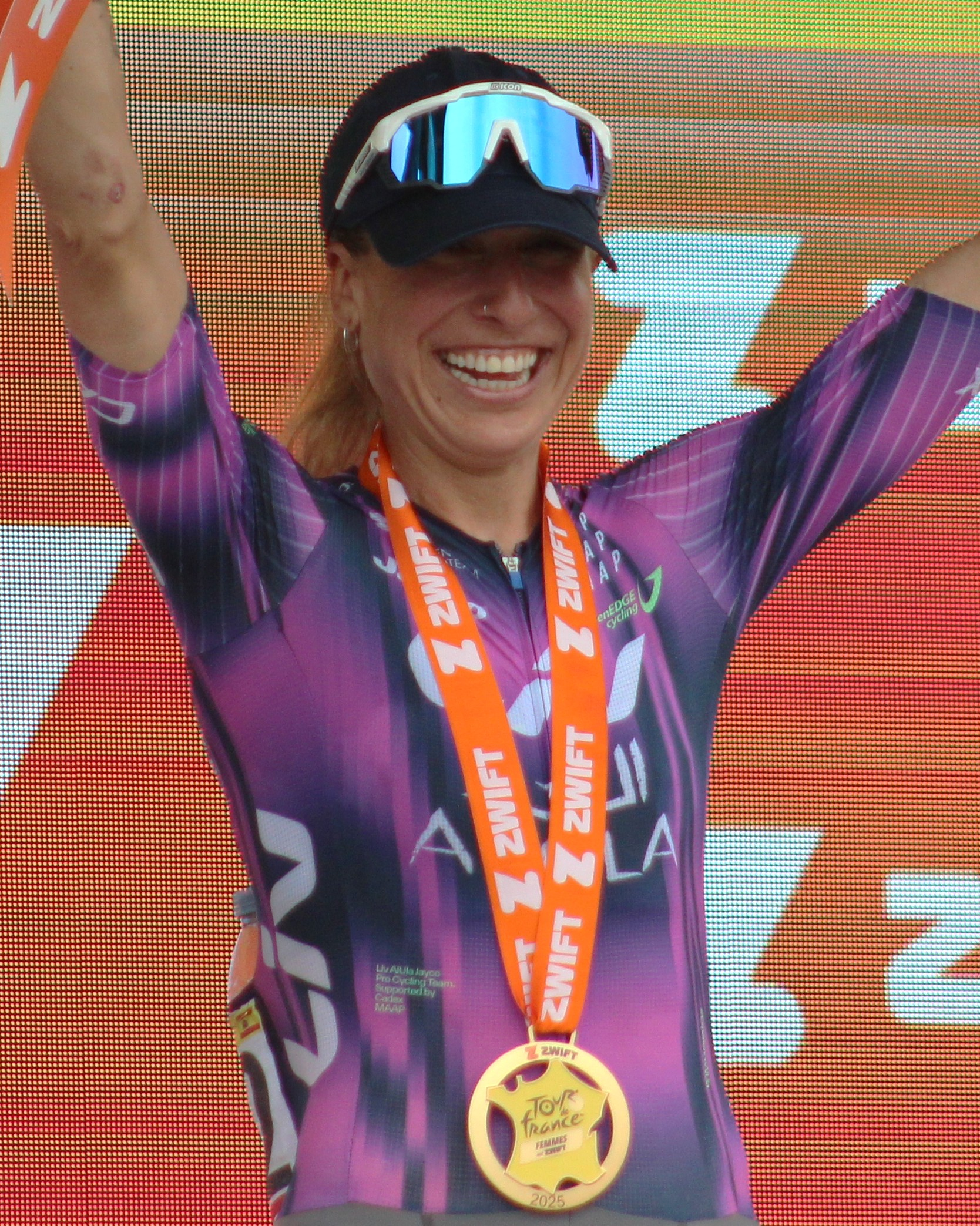
Mavi García sur le podium après sa victoire sur la 2e étape du Tour de France 2025.

4 participations
- 2022 : 10e
- 2023 : non partante (8e étape)
- 2024 : 26e
- 2025 : 27e, vainqueure de la 2e étape

#### Tour d'Espagne
3 participations
- 2023 : 9e
- 2024 : 20e
- 2025 : 18e

### Classements mondiaux
| Année                                 | 2016 | 2017 | 2018 | 2019 | 2020 | 2021 | 2022 | 2023 | 2024 |
| ------------------------------------- | ---- | ---- | ---- | ---- | ---- | ---- | ---- | ---- | ---- |
| Classement UCI                        | 172e | 77e  | 51e  | 32e  | 14e  | 17e  | 16e  | 35e  | 12e  |
| UCI World Tour                        | 128e | nc   | 57e  | 37e  | 19e  | 22e  | 13e  | 31e  | 19e  |
|                                       |      |      |      |      |      |      |      |      |      |
| Légende : nc = non classéSource : UCI |      |      |      |      |      |      |      |      |      |

## Palmarès en duathlon
Le tableau présente les résultats les plus significatifs (podium) obtenus sur le circuit national et international de duathlon depuis 2013.
| Année                             | Compétition                                        | Pays              | Position           | Temps           |
| --------------------------------- | -------------------------------------------------- | ----------------- | ------------------ | --------------- |
| 2017                              | Championnats du monde de duathlon                  | Canada            | Médaille d'argent  | 2 h 5 min 14 s  |
| Championnats d'Europe de duathlon | Espagne                                            | Médaille d'argent | 2 h 2 min 48 s     |                 |
| 2016                              | Championnats d'Espagne de duathlon longue distance | Espagne           | Médaille d'or      | Timing          |
| 2016                              | Championnats du monde de duathlon                  | Espagne           | Médaille de bronze | 1 h 57 min 17 s |
| 2016                              | Championnats du monde de duathlon 2016 4x4 mixte   | Espagne           | Médaille d'or      | 1 h 18 min 15 s |
| 2015                              | Championnats d'Espagne de duathlon longue distance | Espagne           | Médaille d'or      | Timing          |
| 2015                              | Championnats d'Espagne de duathlon                 | Espagne           | Médaille d'argent  | Timing          |
| 2014                              | Championnats d'Espagne de duathlon                 | Espagne           | Médaille d'argent  | Timing          |
| 2013                              | Championnats d'Espagne de duathlon                 | Espagne           | Médaille d'argent  | Timing          |